# Терещенко Максим
Тере́щенко Макси́м (нар. ? — пом. травень 1921, ліс Чута) — український військовий діяч часів УНР, повстанський отаман Холодного Яру і Чорного лісу, керівник штабу Холодного Яру.

## Життєпис
Максим Терещенко — активний учасник національно-визвольного руху 1917–1921 років.
В травні 1920 році — командир батареї Степової дивізії Костя Блакитного.
Після розпуску Степової дивізії — помічник отамана Головного отаману Чорного Лісу Пилипа Хмари.
Восени 1920 року — повстанський отаман Чорного Лісу.
Співпрацював з отаманом Пилипом Хмарою.
У грудні 1920 р. під час невдалої спроби головних сил холодноярців (під проводом Пилипа Хмари і Ларіона Завгороднього) пробитися за р. Збруч до Польщі чи Румунії — керівник штабу та кулеметної команди об'єднаного повстанського загону.
У січні 1921 р. на з'їзді отаманів Чигиринщини у с. Цвітній призначений начальником Холодноярського повстанського штабу (начальником штабу Право-лівобережного окружного повстанського комітету). Оперував переважно у районі Чорного лісу (біля с. Цвітна), а також у Холодному Яру.
Вбитий у травні 1921 р. в Чутянському лісі Миколою Бондарчуком (цілком можливо — агентом ЧК).
Незабаром, в липні 1921 року, на з'їзді отаманів Холодного Яру Микола Бондарчук був оголошений поза законом та зник.